# Hovedbanens Shoppingcenter
Hovedbanens Shoppingcenter, indviet 1992, består af ca. 25 butikker, der er placeret i søjlehallen på  Københavns Hovedbanegård. Centret er således ikke et traditionelt butikscenter, men nærmere en klynge af butikker. 
Centret drives af DEAS A/S og ejes af DSB.
Blandt butikkerne i centret er Forex, Lagkagehuset, Matas, McDonald's, Sunset Boulevard samt flere caféer. Der er også et mindre supermarked i form af Brugsen Hovedbanen, ligesom 7-Eleven driver et par kiosker. Butikkerne har åbent alle ugens dage. Derudover er der politikontor, apotek og turistinformation.